# Conurbania
Conurbania es un evento para la difusión del software y las tecnologías libres en el área del conurbano bonaerense de la provincia de Buenos Aires, donde empresas, instituciones, escuelas, organizaciones sin fines de lucro, municipios y público en general participan en charlas de diferentes niveles y temáticas orientadas a difundir el software libre. Conurbania se basa en tres ejes temáticos centrales: empresas, educación y gobierno.

## Ediciones

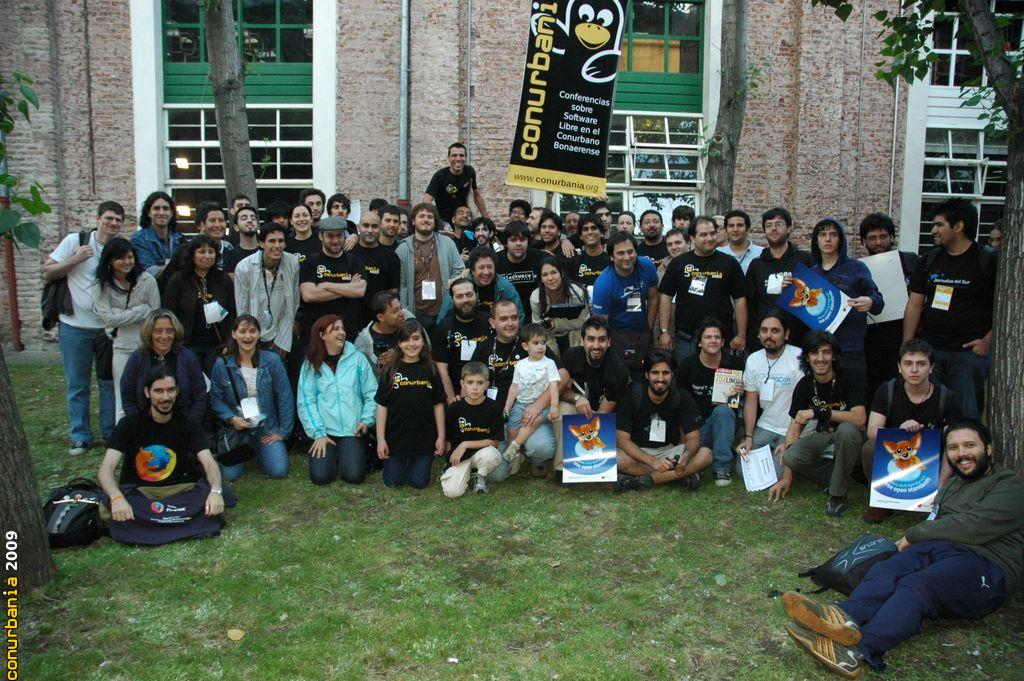
Foto del grupo de organizadores y colaboradores de Conurbania 2009.

### Conurbania 2009,1.er. Ciclo de Conferencias sobre Software Libre en el conurbano bonaerense[1]
Esta edición se realizó el 14 de noviembre en la Universidad Nacional de Quilmes. Por ser ésta la primera edición del evento, la mayoría de las charlas estaban orientadas más a la difusión que a la parte técnica. Asimismo dentro de los tres ejes del evento, se trató con mayor interés el eje relacionado con la educación.

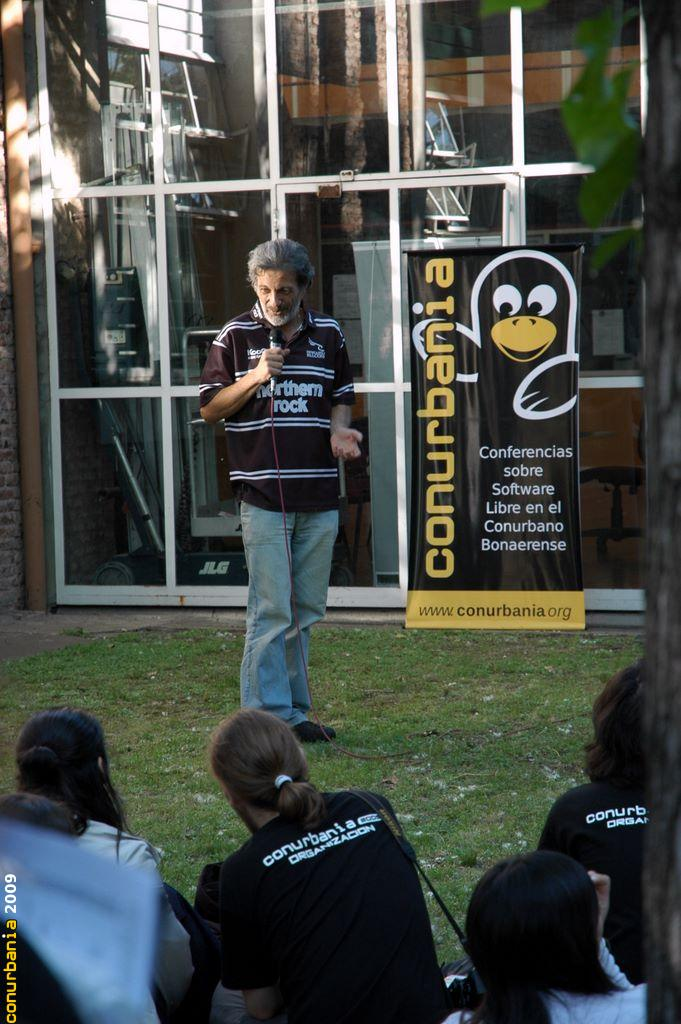
Disertación "Miserias del Software Libre".

#### Organización del evento
Esta primera edición de Conurbania fue organizada por las siguientes instituciones:
- Asociación Civil del grupo de usuarios GNU/Linux de Quilmes
- Universidad Nacional de Quilmes
- Gleducar
- Fundación Vía Libre
- Asociación Civil Software Libre Argentina

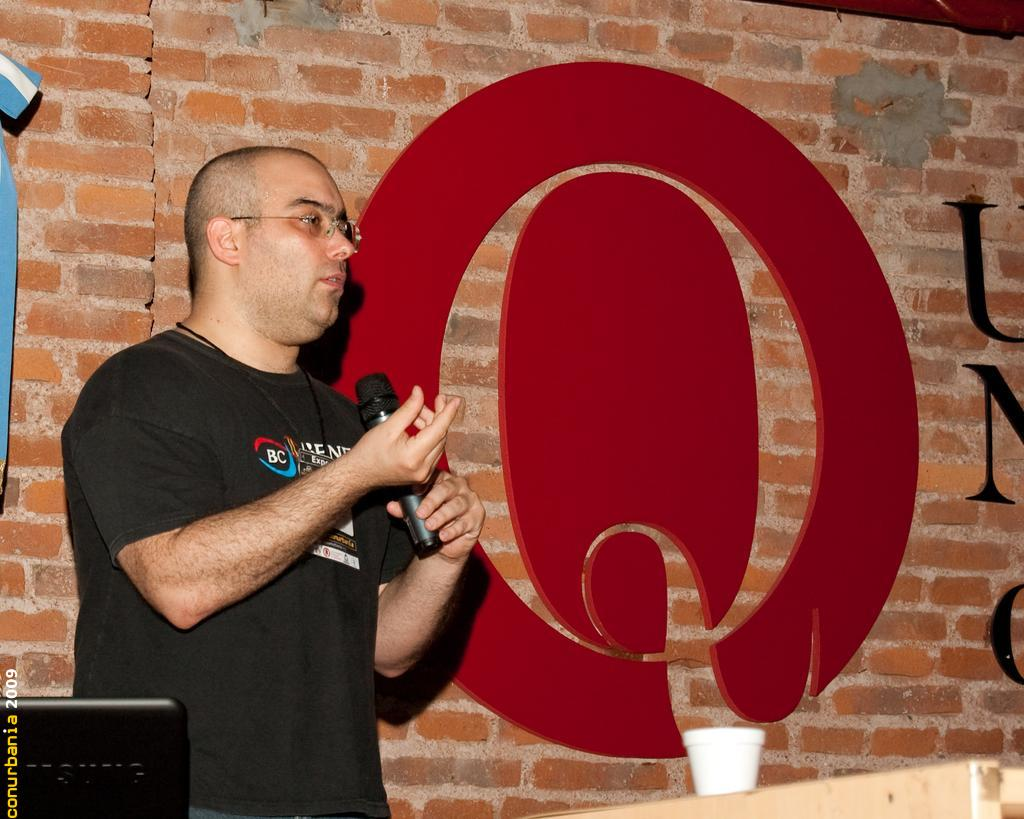
Disertación "Repensando los bienes intelectuales comunes".

#### Cobertura deprensaprevia y posterior al evento
FADU UBA, Dattatec, Negocios Abiertos, Osum SUN, Canal-AR, Edubuntu, Gobierno Nacional de la República del Ecuador, SOLAR, Marketing Evolution, RedUsers, Berazategui Libre, Beatriz Busaniche Blog, Informe Urbano, Universia, Crítica Digital, Quilmes Presente, Diario Popular, Libre Cultura, Quilmes Educa, Quilmes.gov.ar

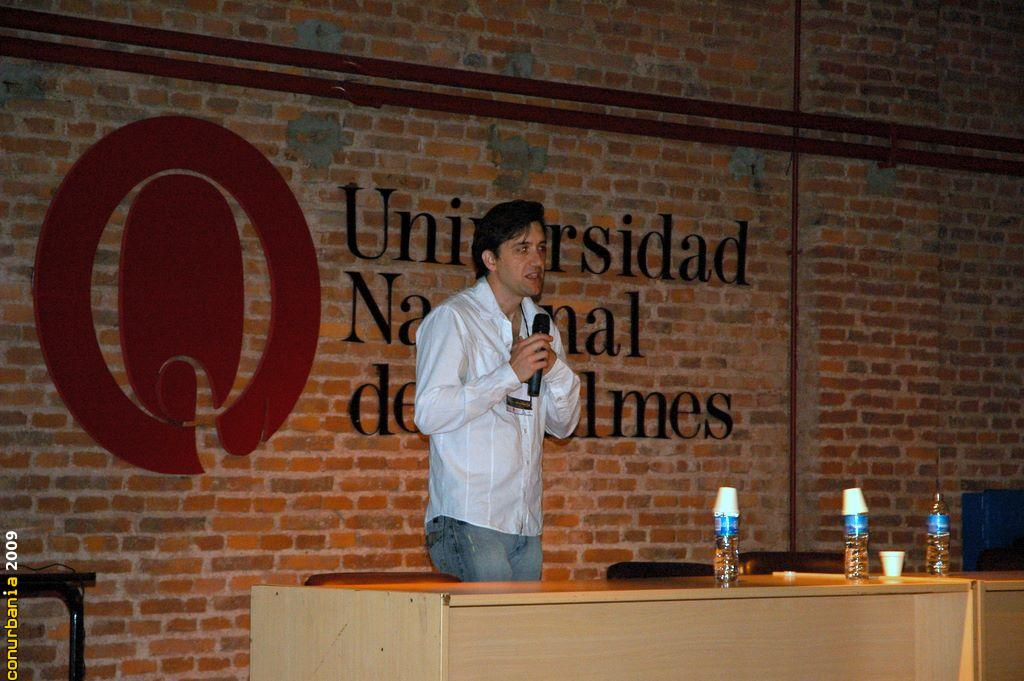
Disertación "CADESOL - Cámara Argentina de Empresas de Software Libre - Introducción, Objetivos y Acciones".

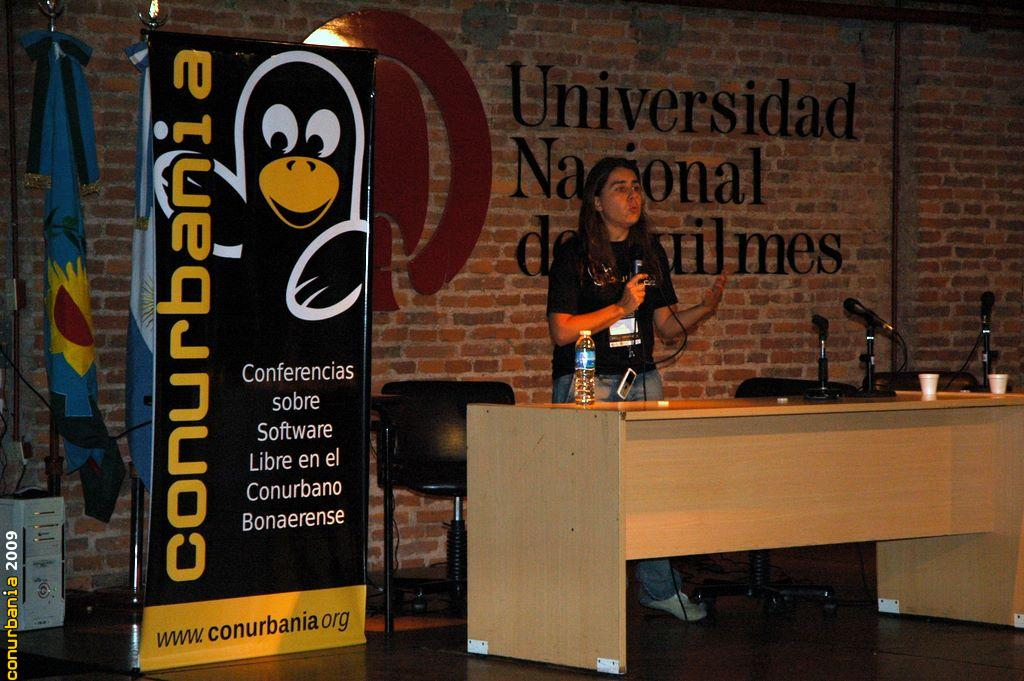
Disertación "Proyectos de Ley de Software Libre para la Administración Pública".

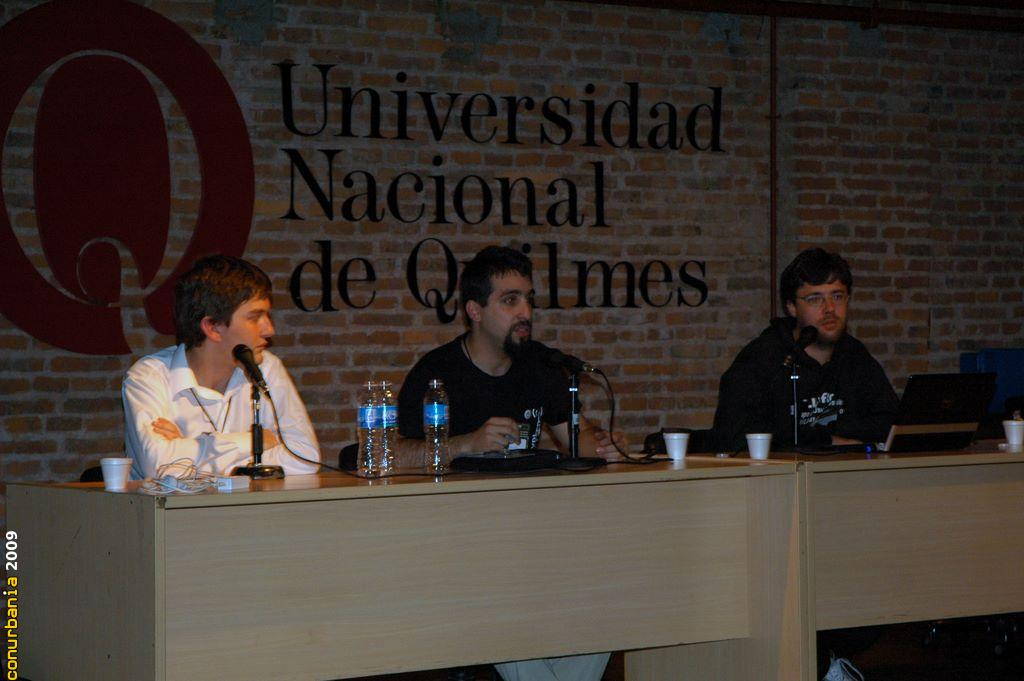
Disertación "Redes Libres, Comunitarias y Abiertas".

El evento contó con la participación de muchas comunidades que montaron sus stands en el hall del centro de estudiantes de la Universidad Nacional de Quilmes: BuenosAiresLibre, Gleducar, Lanux, PyAr, Solar, Ubuntu-ar, Vía Libre, CaFeLUG y KDE-AR, entre otros.
Invitados destacados de la comunidad software libre de Argentina
- Patricio Lorente, Presidente de Wikimedia Argentina
- Enrique Chaparro, miembro de la Fundación Vía Libre
- Ariel Vercelli, Líder de 'Creative Commons Argentina' y Presidente de 'Bienes Comunes A. C.'[22]
- Daniel Coletti, Presidente de la Cámara Argentina de Empresas de Software Libre (Cadesol)

Uno de los atractivos de esta primera edición fue la charla sobre "Redes Libres, Comunitarias y Abiertas" realizada por un panel compuesto por integrantes de BuenosAiresLibre, MontevideoLibre y Lugro-Mesh donde se trataron las distintas alternativas para mejorar y ampliar las redes libres con el fin de ofrecer servicios gratuitos a la comunidad.
Este evento fue patrocinado por Linux College, Banco Credicoop, Prodigio Consultores, Back-UP NET, DC-Solutions, Entornos Educativos, Xtech, Gcoop, SUN, OpenSA, dotLinuX y Cadesol.